# Huernia foetida
Huernia foetida är en oleanderväxtart som beskrevs av Plowes. Huernia foetida ingår i släktet Huernia och familjen oleanderväxter. Inga underarter finns listade i Catalogue of Life.